# Горянка (фильм)
«Горя́нка» — советский художественный фильм Ирины Поплавской, основанный на сюжете поэмы Расула Гамзатова «Горянка» о дагестанской девушке, бросившей вызов традиционным устоям и отказавшейся выйти замуж за нелюбимого человека. Премьера фильма состоялась в марте 1977 года.

## Создание
По воспоминаниям Ирины Поплавской, ни одна её картина «не подвергалась столь жёстокой и беспощадной ампутации». Так, первую сцену фильма, в которой на Асият в горах набрасываются сторожевые собаки, изъяли ещё на стадии литературного сценария. Далее во время съёмок в Дагестане главная редакция Мосфильма прислала предписание не снимать целый ряд эпизодов и кадров, хотя сценарий уже был утверждён. Наконец, когда уже в Москве был показан черновой вариант фильма, «началась настоящая вакханалия резни», было сделано 127 поправок. Ситуацию спас Сергей Бондарчук, который предложил разобраться в предлагаемых замечаниях вместе с Поплавской. В итоге пришлось перемонтировать фильм и некоторую часть правок всё-таки принять, от чего картина, по мнению Поплавской, не выиграла: «Картина стала обычной, приемлемой, но лишилась своего своеобразия». Так, была удалена сцена с канатоходцем на фоне неба, не были показаны авторские глиняные игрушки Зубайдат Умалаевой.
На предварительном показе фильма Дагестане произошёл курьёзный случай: в багаж по ошибке загрузили первую, не отцензурированную версию ленты, и она была показана начальству, которое горячо одобрило фильм. Дальнейшие копии для проката, однако, пришлось печатать уже с исправленной версии.

## Сюжет
Действие происходит в дагестанском ауле. Юная аварка Асият, только закончившая школу и мечтающая об институте, неожиданно узнаёт, что через несколько дней состоится её свадьба с Османом, сельским бухгалтером. Она не любит Османа, жестокого и властного человека вдвое старше неё, однако родители не хотят ничего слышать и говорят, что она была обручена с Османом ещё с детства. Всё село уже знает о свадьбе и готовится к ней, в дом Асият приносят множество подарков, тем более что Осман является одним из самых обеспеченных людей села.
В отчаянии Асият обращается к своей учительнице Вере Васильевне. Та говорит, что отчаяние девушки вызвано её страхом, и что она должна поступить как свободный человек. На следующее утро во время традиционной церемонии на вопрос сватов, согласна ли Асият связать свою жизнь с Османом, она отвечает отказом. Её родители в шоке из-за неслыханного непослушания дочери и отмены свадьбы, и отец выгоняет Асият из дома. Она уезжает в город и поступает в институт. Осман в гневе сжигает все подарки, отданные Асият, и тут же женится на тихой и скромной Супойнат, которая и мечтать не смела о таком браке.
Проходит время. У родника Супойнат жалуется матери Асият, что Осман нередко бьёт её. От Асият приходят письма из города. Сельчане узнают, что она познакомилась с юношей по имени Юсуп. Осман распускает слухи о том, что в городе Асият потеряла честь.
Однажды Асият приезжает в село, чтобы познакомить родителей с Юсупом. Однако отец сурово говорит ей, что она ему больше не дочь. Осман завязывает драку с Юсупом и просит Асият вернуться к нему и не выходить замуж за «желторотого» Юсупа. Та отказывается. Ночью, обманом выманив Асият из дому, Осман в припадке гнева ударяет её кинжалом. После суда он садится в тюрьму.
В эпилоге родители Асият надеются, что их дочь вылечат. Мать Асият говорит, что судить надо было не Османа, а их, потому что это их желание выдать дочь замуж за Османа привело к трагическим событиям.

## В ролях
- Татьяна Шумова — Асият
- Ислам Казиев — Осман
- Рамаз Гиоргобиани — Юсуп
- Абдурашид Максудов — чабан Али, отец Асият
- Патимат Хизроева — Хадижат, мать Асият
- Барият Мурадова — Канича, мать Османа
- Софья Пилявская — Вера Васильевна, учительница
- Нина Тер-Осипян — Ашура, болтливая жительница аула
- Фатима Хачимахова — Супойнат, дочь Ашуры
- Али Тухужев — Иса
- Ипполит Хвичиа — Лабазан, друг Османа
- Муса Дудаев — Абас, друг Османа
- Магомедамин Акмурзаев — Султан, друг Османа
- Гасан Гаджиев — Салман
- Махмуд Абдулхаликов — главный сват
- Сергей Бондарчук — закадровый текст (стихи Расула Гамзатова)

В эпизоде, когда несут подарки Османа в дом Асият, звучит аварская песня в исполнении народной артистки Дагестана Муи Гасановой. На 4-й минуте фильма звучат стихи собственного сочинения в исполнении Расула Гамзатова.

## Проблематика
По словам режиссёра, в фильме её «волновала не столько проблема закрепощения и раскрепощения дагестанской женщины», но скорее более общая тема — хотелось говорить «о том, что наболело в России — о необходимости свободы не только для горской женщины, а для каждого человека на земле», что было важно «в условиях крайней несвободы советского строя». Также в фильме речь шла «об опасности „вещизма“, о страсти к деньгам и вещам, к их накопительству, которая завладела не только кавказскими республиками».